# Franziskanerkloster Stadtamhof

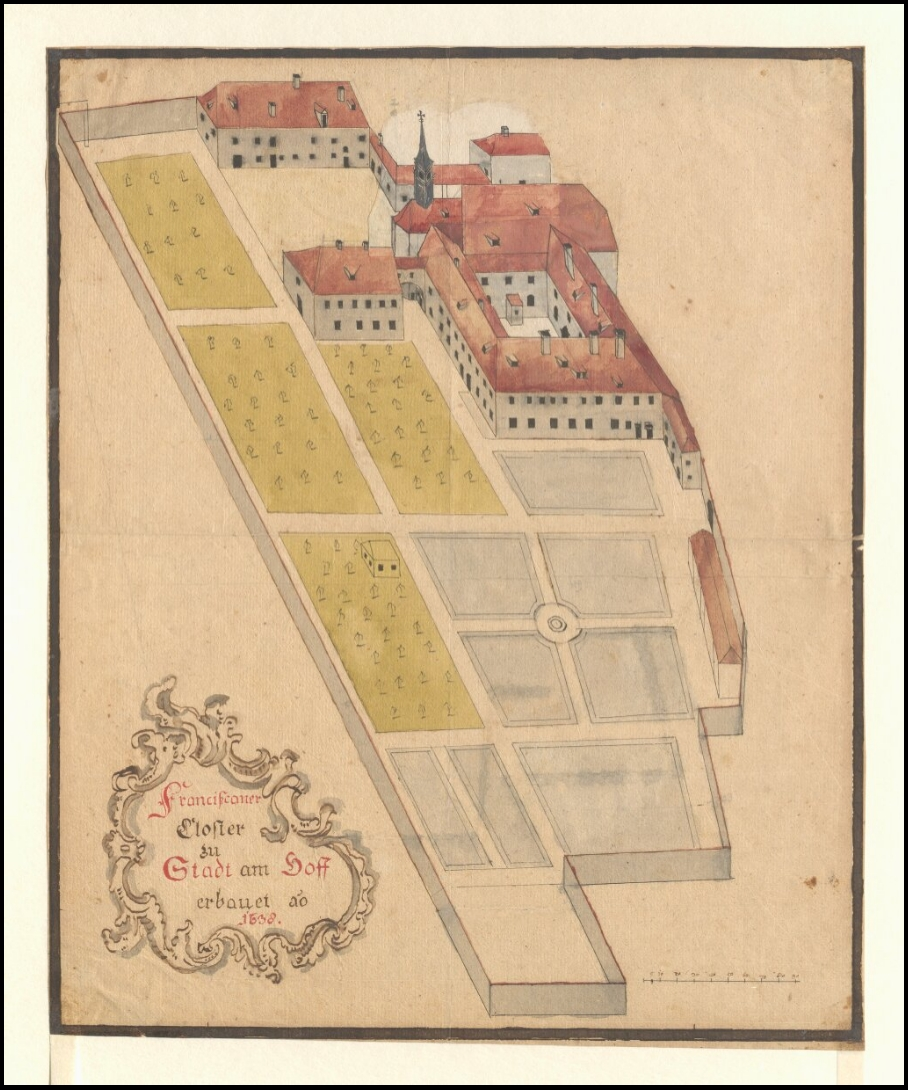
Das Kloster im 18. Jhdt.

Das Kloster St. Kassian im Ortsteil Stadtamhof der Stadt Regensburg in Bayern ist ein ehemaliges Kloster der Franziskaner-Reformaten. Der Bau des Klosters im Bistum Regensburg wurde 1650 auf Anregung des Regensburger Bischofs Kardinal Wilhelm von Wartenberg begonnen und 1652 beendet. 1653 folgte der Bau der Klosterkirche unter dem Baumeister Frater Hugolin Partenhauser.

## Baugeschichte
Die einschiffige Kirche mit eingezogenem Chor besaß eine östliche Seitenkapelle, sieben Altäre und zwei große Grüfte für Begräbnisse im Untergeschoss. In den Grüften wurden zahlreiche bayerische Adelsfamilien bestattet. Die 1744 noch erweiterte Kirche galt als eine der glanzvollsten in der Ordensprovinz. Im Zuge der Säkularisation wurde das Kloster als eines der ersten Klöster 1802 sehr übereilt und unter Verlust vieler Kunstgegenstände und Einrichtungsgegenstände aufgelöst. Auch die privaten Grabstätten mussten von den Angehörigen sehr schnell geräumt werden und die Gebeine der verstorbenen Mönche kamen in ein Sammelgrab auf dem Dreifaltigkeitsberg, dessen Lage nicht überliefert ist.
Nach der Auflösung des Klosters kamen der Nord- und der Südflügel des Konventgebäudes in Privatbesitz. Der Westflügel blieb in Staatsbesitz und diente längere Zeit als Gefängnis. Diese Gebäude wurden 1809 im Laufe der Schlacht bei Regensburg, als Stadtamhof abbrannte, schwer beschädigt und wurden 1891 abgebrochen. An ihrer Stelle entstand 1893 ein Neubau für das Königliche Amtsgericht Stadtamhof im Bezirk Stadtamhof. Heute befindet sich hier am Franziskanerplatz Nr. 10 das Staatliche Vermessungsamt Regensburg.

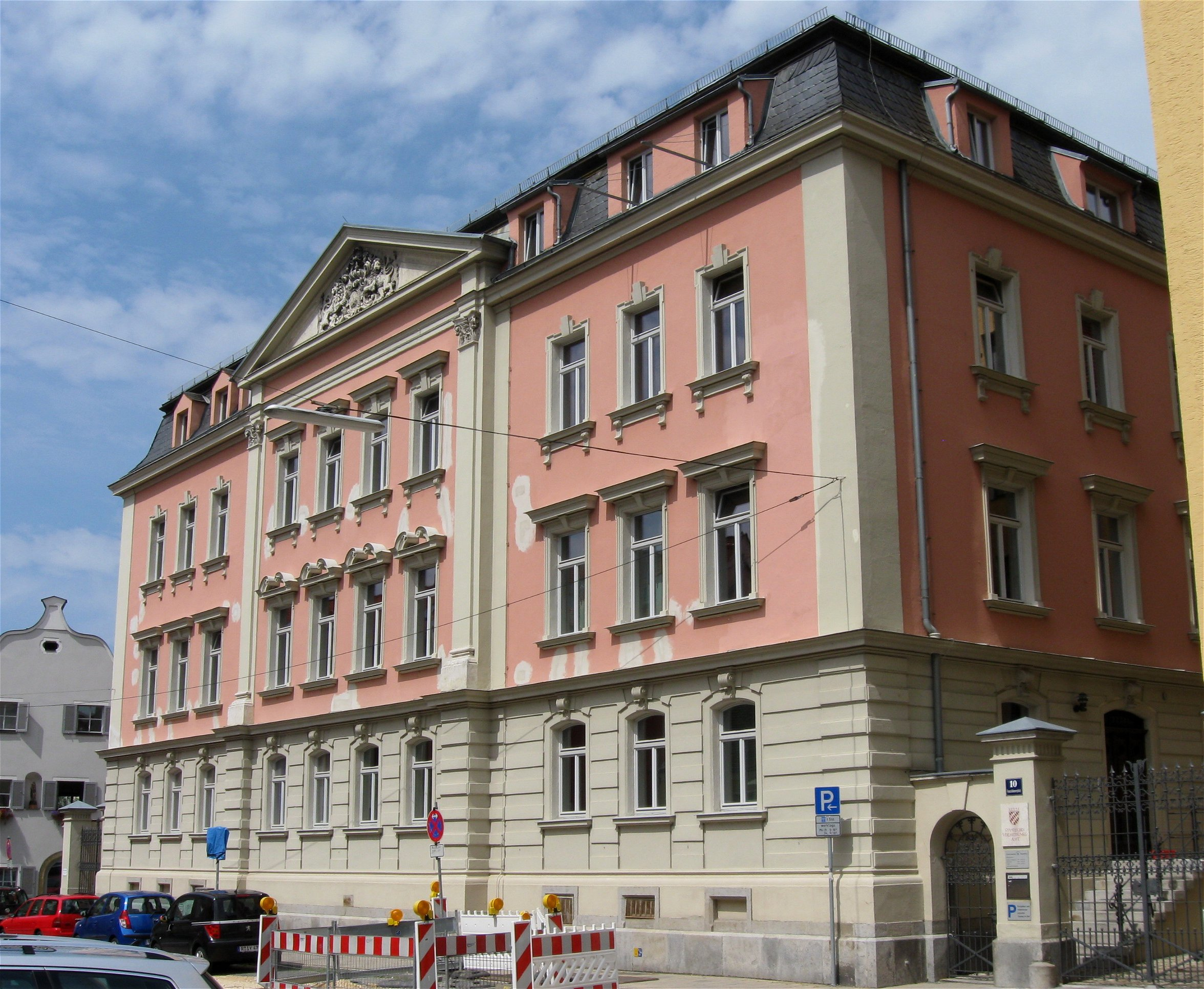
Gebäude des ehemaligen Amtsgerichts Stadtamhof Franziskanerplatz 10

Die Klosterkirche blieb zunächst erhalten und diente für mehrere Jahrzehnte als Lagerraum. 1909 wurde auch die Kirche abgebrochen. An ihrer Stelle entstand auf den Grundmauern der Kirche das Wohnhaus Franziskanerplatz Nr. 8, ein viergeschossiger und giebelständiger Mansarddachbau mit Vorschussgiebel. Die nördliche Umfriedung des Areals beschreibt den Umriss des Chores der ehemaligen Kirche.

## Ordensgeschichte in Regensburg
Im Jahr 1620 bat Pater Antonio von Galbiato Kaiser Ferdinand II., die Ansiedlung des Ordens der Franziskaner-Reformaten in der Reichsstadt Regensburg zu fördern. Der bayerische Kurfürst Maximilian I. unterstützte das Vorhaben, um die Gegenreformation in der von Protestanten regierten Stadt zu stärken. Auch der Regensburger Bischof Albert IV. Freiherr von Törring gab seine Zustimmung. Den besitzlosen Franziskanerbrüdern wurde als Unterkunft ein zum Dombezirk gehörendes Gebäude zur Verfügung gestellt, und das Kollegiatstift Unserer Lieben Frau zur Alten Kapelle räumte den Brüdern die Stiftspfarrkirche St. Kassian als gemeinsam zu nutzende Predigtkirche ein.
Ende 1633 mussten die Franziskaner, die zur Bayerischen Franziskanerprovinz gehörten, Regensburg wieder verlassen, denn nach der Eroberung von Regensburg durch die evangelisch-lutherischen Schweden wurden alle katholischen Priester und Ordensangehörige aus der Stadt verwiesen.
Im Juli 1634 konnte Regensburg von kaiserlichen und bayerischen Truppen zurückerobert werden, sodass eine Rückkehr der Ordensleute möglich wurde. Ihr Unterstützer Kurfürst Maximilian I. vermittelte den Franziskanern eine neue Unterkunft in einem Pfarrhof in Stadtamhof und die Nutzung der dortigen Spitalkirche als Predigtkirche. Im Friedensvertrag von Westfalen war aber die Räumung des Katharinenspitals vereinbart worden, und deshalb mussten die Franziskaner schon bald wieder weichen. Daraufhin förderte der Regensburger Bischof Kardinal Franz Wilhelm von Wartenberg den Bau eines eigenen Kloster im Regensburger Stadtteil Stadtamhof, und am 16. September 1650 wurde mit den Bauarbeiten am Konventgebäude begonnen, das ab 1652 genutzt werden konnte. Im Jahr 1653 wurde die Klosterkirche St. Franciscus Stigmaticus erbaut. Zum Konvent gehörten in dieser Zeit zwanzig Patres, vier Kleriker und sechs Laienbrüder.

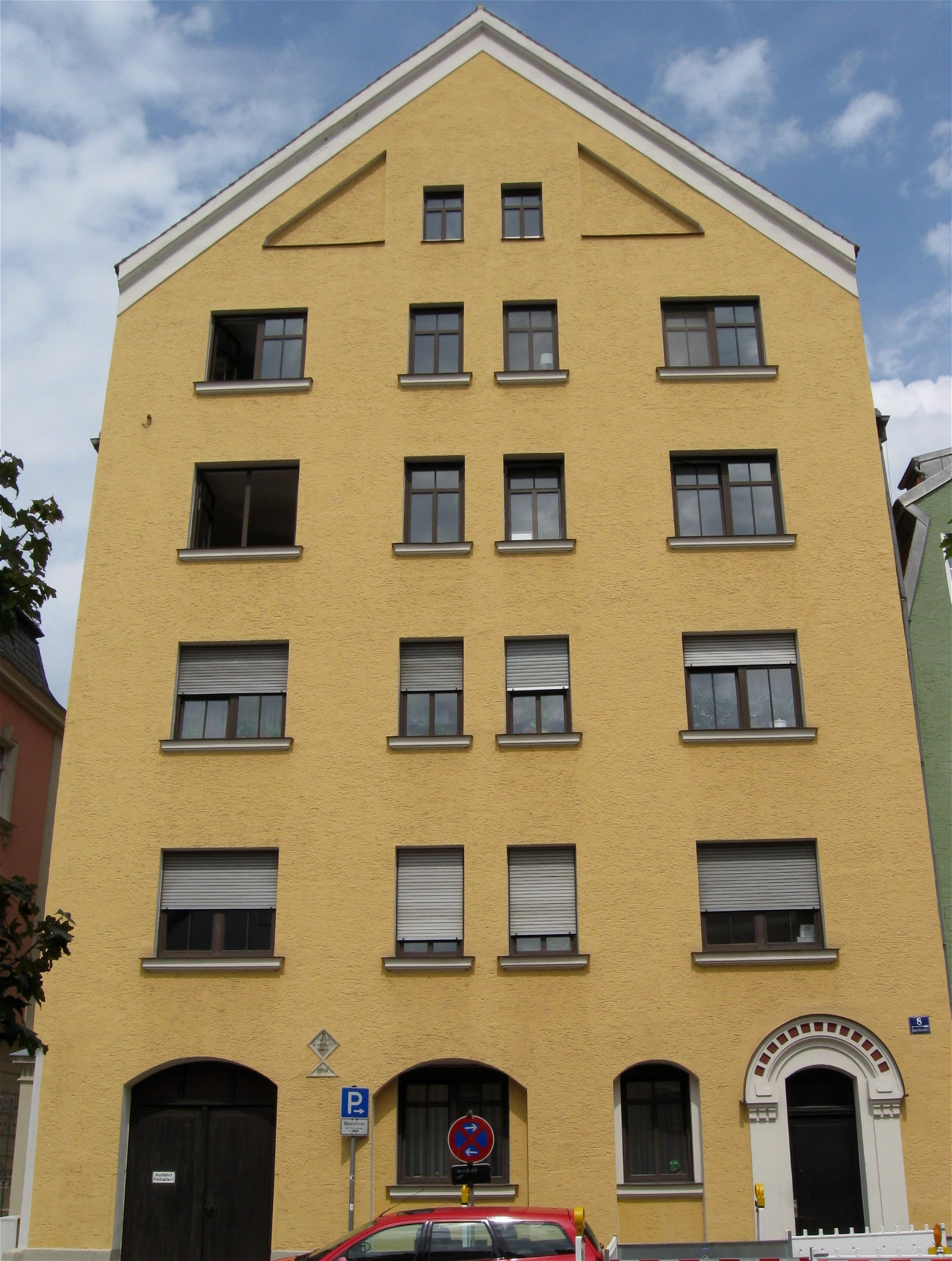
Ehem. Beamtenwohnhaus für das benachbarte ehemalige Gerichtsgebäude

Das Kloster wurde von 1716 bis 1802 zum Studienhaus für den Nachwuchs der Ordensprovinz, wo Philosophie, Kasuistik und Kanonistik studiert wurde.
Am 28. April 1802 wurde das Kloster im Zuge der Säkularisation aufgelöst. Die Bibliothek wurde großenteils vernichtet.